# Vabalninkas
Vabalninkas (ryska: Вабальнинкас) är en ort i Litauen. Den ligger i den nordöstra delen av landet, 150 km norr om huvudstaden Vilnius. Vabalninkas ligger 59 meter över havet och antalet invånare är 1 177.
Terrängen runt Vabalninkas är mycket platt. Runt Vabalninkas är det ganska glesbefolkat, med 23 invånare per kvadratkilometer. Vabalninkas är det största samhället i trakten. Trakten runt Vabalninkas består till största delen av jordbruksmark.